# Thomas Dafgård
Thomas Gunnar Dafgård, född 13 oktober 1949 i Källby, dåvarande Skaraborgs län, är en svensk livsmedelsfabrikör och tidigare VD för Gunnar Dafgård AB.
Han är son till företagets grundare Gunnar Dafgård och Nancy, ogift Johansson. Thomas Dafgård var VD för Gunnar Dafgård AB från 1996 och har senare efterträtts av brodern Ulf Dafgård. Numera (2013) är Thomas Dafgård styrelsordförande i Gunnar Dafgård AB, VD i Dafgård AB och styrelseledamot i KCF Service AB. Han är även kommanditdelägare och prokurist i Dafgård gård Kommanditbolag. Han är ledamot av Västra Gastronomiska Akademin.
Sonen Magnus Dafgård (född 1978) är vice VD i familjeföretaget.